# Phaeophilacris macroxipha
Phaeophilacris macroxipha är en insektsart som beskrevs av Scott LaGreca 1978. Phaeophilacris macroxipha ingår i släktet Phaeophilacris och familjen syrsor. Inga underarter finns listade i Catalogue of Life.